# Ghiacciaio Malpighi
Il ghiacciaio Malpighi è un ghiacciaio lungo circa 9 km e largo 2 situato sull'isola Brabant, una delle isole dell'arcipelago Palmer, al largo della costa nord-occidentale della Terra di Graham, in Antartide. In particolare, il ghiacciaio, il cui punto più alto si trova a circa 2000 m s.l.m., scorre verso sud-est, partendo dalle cime Harvey, nei monti Stribog, e fluendo lungo la dorsale Basarbovo,  parallelamente al ghiacciaio Mackenzie, fino a entrare nella baia Kayak, nella parte orientale dell'isola.

## Storia
Già avvistato durante la spedizione belga in Antartide effettuata fra il 1897 ed il 1899 al comando di Adrien de Gerlache, il ghiacciaio Malpighi è stato poi fotografato durante una serie di ricognizioni aeree effettuate dalla Hunting Aerosurveys Ltd nel 1956-57, mappato più dettagliatamente dal British Antarctic Survey (al tempo ancora chiamato "Falkland Islands Dependencies Survey", FIDS) sulla base di tali fotografie e battezzato con il suo attuale nome dal Comitato britannico per i toponimi antartici in onore del medico e fisiologo italiano Marcello Malpighi, considerato il padre dell'osservazione microscopica in anatomia, istologia, fisiologia, embriologia e medicina pratica, il primo ad osservare i capillari negli animali e a scoprire il legame tra le arterie e le vene.